# ريتشارد ديفيس أندرسون
ريتشارد ديفيس أندرسون، إس آر. (17 فبراير، 1922م - 4 مارس 2008م) هو رياضياتي أمريكي مُعروف عالمياً لأعماله في طوبولوجيا الأبعاد اللانهائية. العديد من أعماله المبكرة ركّزت على إثباتات من فضاء هيلبرت ومكعب هيلبرت.

## حياته
ريتشارد أندرسون وتوأمه، جون وُلدا في 17 فبراير، 1922م، في هامدن، كونيتيكت. استلم درجة البكالوريوس في الرياضيات من جامعة مينيسوتا في عام 1941م، وبعدها بسنتين من الدراسة ذهب لمدرسة التخرّج في جامعة تكساس في أوستن، حيث درس هناك تحت إشراف آر. إل. مور. انقطع عمله للتخرج بحلول الحرب العالمية الثانية. وبعد يومين من هجوم اليابان على بيرل هاربر. جُنّد أندرسون للدخول في بحرية الولايات المتحدة. خلال فترته في البحرية الأمريكية، عمل في سفينة حربية. وبعد عودته من الحرب، أتّم عمله للدكتوراه في جامعة تكساس في أوستن وبعدها ذهب لتعليم الرياضيات في جامعة بنسيلفانيا، حيث تم تصنيفه وبدأت ترتفع مرتبته من معلم، لمساعد بروفسور، إلى شريك بروفسور (من 1951 إلى 1956م). خلال هذا الوقت أمضى أيضاً سنتين في معهد الدراسات المتقدمة في برينستون، نيو جيرسي. وقبل مرتبة جامعة ولاية لويزيانا، حيث أصبح أول بروفسور رياضيات فيها. وهي أعلى مرتبة بروفسور في ولاية لويزيانا.

## إنجازاته
- عمل كمساعد رئيس جمعية الرياضيات الأمريكية في 1972م و1973م.
- عمل كرئيس جمعية الرياضيات الأمريكية في 1981م و1982م.[5]
- عمل ككرسي لمجلس جمعية الرؤساء العلماء في 1984م.
- حصل على جائزة للخدمة المتميزة في الرياضيات من قبل جمعية الرياضيات الأمريكية في عام 1978م.
- استلم ميدالية بولزانو من أكادمية العلوم التشيكية في عام 1981م.
- دعا العديد من المحاضرين في مؤتمرات عدة لولايات أمريكية مختلفة وفي 21 مدينة في دول أخرى.
- دعا متحدث في المؤتمر الدولي للرياضيات عام 1970م في نيس.[6]